# Partido Socialdemócrata de Macedonia
El Partido Socialdemócrata de Macedonia (en macedonio: Социјалдемократска партија на Македонија, Socijal-demokratska partija na Makedonija, SDPM) es un partido político macedonio.

## Historia
Fundado en 1990, el SDPM fue el primer partido político registrado en Macedonia, con Slavko Milosavlevski como su presidente fundador. Disputaron las elecciones parlamentarias de 1990, cuando Macedonia aun era parte de Yugoslavia. Obtuvo el 1,6% de los votos en la primera vuelta y un 0,2% en la segunda, fallando en su intento de obtener un escaño. También formó una alianza con la Unión de las Fuerzas de Reforma en algunas áreas, pero la alianza no logró obtener un escaño.
A pesar de haber obtenido un 1.2% en la primera vuelta de las elecciones parlamentarias de 1994, el partido logró obtener un solo escaño en la Asamblea de la República de Macedonia.
El SDPM no disputó las elecciones de 1998, pero sí las hizo en las elecciones de 2002. Sin embargo, el partido recibió solo un 0,3% de los votos y no lograron obtener ningún escaño. En las elecciones de 2006, el partido obtuvo más votos, con un 0.9%, pero nuevamente permaneció sin escaños. En las elecciones de 2008, su cuota de votos cayó a un 0,65%, sin ganar nuevamente otro escaño. En las elecciones de 2011 se redujo a un 0,2%. En las elecciones de 2014 obtuvieron un 0,4% de los votos, sin ganar ningún escaño.